# ديفد ستروناخ
ديفد بريان ستروناخ OBE FSA (10 يونيو 1931 - 27 يونيو 2020) كان عالم آثار بريطاني متخصص في إيران القديمة والعراق، وأصبح خبيرًا في مدينة باسارجاد و أستاذًا فخريًا في جامعة كاليفورنيا، بيركلي.
ولد في يونيو 1931، كان ستروناش ابن إيان ديفيد ستروناخ (كلية الجراحين الملكية بإدنبرة) وزوجته مارجوري جيسي دنكان مينتو، وتلقى تعليمه في مدرسة غوردونستون وكلية سانت جون، كامبريدج، التي تخرج منها بشهادة الماجستير في الفنون عام 1958. في الستينيات والسبعينيات كان مدير المعهد البريطاني للدراسات الفارسية في طهران. في التسعينيات، قام بحفريات في عدة أجزاء من نينوى. حصلت منجزاته العلمية على العديد من الأوسمة والجوائز، بما في ذلك الدعوة لإلقاء محاضرات في جامعة هارفارد وكولومبيا.
خلال فترة وجوده في إيران، التقى بروث فاديا (1937-2017)، عالمة آثار إسرائيلية كانت تعمل أيضًا في إيران، وتزوجها في عام 1966. ولديهما ابنتان، كيرين وتامي. غادرت العائلة في وقت الثورة الإيرانية عام 1979. أصبح أستاذًا للدراسات الشرقية في قسم الدراسات العليا بجامعة كاليفورنيا، بيركلي، في عام 1981 وتقاعد في عام 2004. لعبت ابنته تامي دور "الإمبراطورة الطفولية" في فيلم القصة التي لا تنتهي عام 1984.
توفي في 27 يونيو 2020.

## تكريمات
- رتبة الامبراطورية البريطانية، 1975
- زميل في جمعية الآثار في لندن
- ميدالية الذهبية من المعهد الأمريكي للآثار لـ "الإنجاز الأثري المتميز"، 2004